# Igor Fjodorowitsch Maximytschew
Igor Fjodorowitsch Maximytschew (russisch Игорь Федорович Максимычев; * 1. November 1932 in Tachta-Basar, Turkmenische SSR; † 7. Juni 2021) war ein sowjetischer Diplomat und Autor.

## Leben
Maximytschew studierte am Staatlichen Moskauer Institut für Internationale Beziehungen und an der historischen Fakultät der Lomonossow-Universität Moskau. Er promovierte in Politikwissenschaften und arbeitete ab 1956 im diplomatischen Dienst. Er war von 1976 bis 1984 Kulturattaché an der Botschaft der UdSSR in Bonn und von 1987 bis 1992 Gesandter an der sowjetischen bzw. russischen Botschaft in Berlin. Seitdem arbeitete er am Institut für Europa der Russischen Akademie der Wissenschaften. Parallel lehrte  Maximytschew auch als Dozent an der TU Berlin. Er veröffentlichte einige Schriften über deutsch-sowjetische Beziehungen. Er war verheiratet und hinterließ drei Kinder.

## Rolle während des Mauerfalls
In der Nacht vom 9. auf den 10. November 1989, als im Zuge der Wende die Berliner Mauer fiel, leistete der Gesandte Maximytschew zusammen mit einem weiteren Kollegen Dienst in der sowjetischen Botschaft in Ost-Berlin. Er war zu diesem Zeitpunkt die ranghöchste anwesende Person, der damalige Botschafter Wjatscheslaw Kotschemassow schlief bereits. Maximytschew, der laut eigenen Angaben Anhänger der Politik von Gorbatschow war, sah die Grenzübergänge im westdeutschen Fernsehen, informierte jedoch weder den Botschafter noch die sowjetische Regierung, aus Sorge vor einer möglichen Eskalation. Sein Anteil an den geschichtlichen Ereignissen ist Thema in Hans-Christoph Blumenbergs Fernsehfilm Deutschlandspiel. Darin wird Maximytschew von Peter Ustinov gespielt.